# Ispra
Ispra település Olaszországban, Varese megyében. Lakosainak száma 5326 fő (2023. január 1.). Ispra Angera, Cadrezzate con Osmate, Brebbia, Ranco, Belgirate, Lesa és Travedona-Monate községekkel határos.

## Népesség
A település népességének változása:
| Lakosok száma | 5283 | 5276 | 5326 |
|               | 2017 | 2018 | 2023 |